# Metopobactrus pacificus
Metopobactrus pacificus är en spindelart som beskrevs av James Henry Emerton 1923. Metopobactrus pacificus ingår i släktet Metopobactrus och familjen täckvävarspindlar. Inga underarter finns listade i Catalogue of Life.